# Bedő
Bedő (em romeno: Bedeu) é um município da Hungria, situado no condado de Hajdú-Bihar. Tem 10,2 km² de área e sua população em 2015 foi estimada em 291 habitantes.